# Mundialito de Futebol de Praia
O Mundialito de Futebol de Praia, geralmente conhecido simplesmente como Mundialito é um torneio anual de futebol de areia disputado entre alguns poucos países selecionados que são convidados para a competição. Ocorrido pela primeira vez em 1994 na Praia de Copacabana, no Rio de Janeiro, a competição após dois anos foi reiniciada em 1997 e disputada até 2004 na Praia da Claridade, na Figueira da Foz, Portugal. Desde 2005 a competição vem sendo disputada na Praia da Rocha, em Portimão, também em Portugal. Até 2010 somente três países tinham ganhado a competição, sendo eles Brasil, Portugal e Estados Unidos. A partir de 2013, com o Brasil, Portugal e Estados Unidos, Espanha torna-se a quarta equipa vencer este torneio. O torneio é organizado pela Beach Soccer Worldwide (BSWW), parceira da  Fifa.
O primeiro Mundialito de Clubes de Futebol de Areia ocorreu em março de 2011.

## Sedes
Segue tabela apresentando quando e onde o Mundialito tem ocorrido:
| Ano(s)      | País          | Cidade            | Praia               |
| ----------- | ------------- | ----------------- | ------------------- |
| 1994        | Brasil        | Rio de Janeiro    | Praia de Copacabana |
| 1995 - 1996 | Não disputado | Não disputado     | Não disputado       |
| 1997 - 2004 | Portugal      | Figueira da Foz   | Praia da Claridade  |
| 2005 - 2012 | Portugal      | Portimão          | Praia da Rocha      |
| 2013        | Portugal      | Vila Nova de Gaia | Praia de Canide     |
| 2014        | Portugal      | Espinho           | Praia da Baía       |
| 2015        | Não disputado | Não disputado     | Não disputado       |
| 2016 - 2017 | Portugal      | Cascais           | Praia de Carcavelos |
| 2018        | Portugal      | Almada            | Costa de Caparica   |
| 2019        | Portugal      | Nazaré            | Praia da Nazaré     |

## Edições
| Ano  | Campeão        | Vice-Campeão | Terceiro Lugar | Quarto Lugar           |          | Melhor Jogador   | Melhor Guarda-redes                | Goleador |
| ---- | -------------- | ------------ | -------------- | ---------------------- | -------- | ---------------- | ---------------------------------- | -------- |
| 1994 | Brasil         | Itália       | Estados Unidos | Argentina              | -        | -                | -                                  |          |
| 1997 | Brasil         | Espanha      | Canadá         | Portugal               | -        | -                | -                                  |          |
| 1998 | Estados Unidos | Peru         | Brasil         | Portugal               | -        | -                | -                                  |          |
| 1999 | Brasil         | Portugal     | Uruguai        | França                 | -        | -                | -                                  |          |
| 2000 | Brasil         | Portugal     | França         | Espanha                | -        | -                | -                                  |          |
| 2001 | Brasil         | Portugal     | Espanha        | França                 | Amarelle | -                | -                                  |          |
| 2002 | Brasil         | Portugal     | Itália         | Argentina              | -        | -                | -                                  |          |
| 2003 | Portugal       | Brasil       | Espanha        | Uruguai                | Amarelle | -                | -                                  |          |
| 2004 | Brasil         | Espanha      | Itália         | Portugal               | Jorginho | Roberto Valeiro  | Madjer                             |          |
| 2005 | Brasil         | Portugal     | França         | Ucrânia                | Madjer   | Jean-Marie Aubry | Madjer                             |          |
| 2006 | Brasil         | Portugal     | Argentina      | Inglaterra             | Buru     | -                | -                                  |          |
| 2007 | Brasil         | Portugal     | Japão          | Suíça                  | Madjer   | -                | -                                  |          |
| 2008 | Portugal       | Brasil       | Argentina      | França                 | Madjer   | Mão              | Madjer                             |          |
| 2009 | Portugal       | Brasil       | Espanha        | Emirados Árabes Unidos | Madjer   | Mão              | Amarelle                           |          |
| 2010 | Brasil         | Portugal     | Argentina      | Estados Unidos         | Madjer   | Mendoza          | Madjer, Daniel, Sidney e De Ezeyza |          |
| 2011 | Brasil         | Portugal     | México         | França                 | Belchior | Paulo Graça      | Belchior                           |          |
| 2012 | Portugal       | Espanha      | Alemanha       | China                  | Madjer   | Paulo Graça      | Madjer                             |          |
| 2013 | Espanha        | Portugal     | Itália         | Japão                  | -        | -                | -                                  |          |
| 2014 | Portugal       | Japão        | Hungria        | Estados Unidos         | Jordan   | Nuno Hidalgo     | Belchior (7 golos)                 |          |
| 2016 | Brasil         | Portugal     | Estados Unidos | China                  | Belchior | Toth             | Lucão                              |          |
| 2017 | Brasil         | Portugal     | Russia         | França                 | Rodrigo  | Mão              | Rodrigo, Mauricinho                |          |
| 2018 | Portugal       | Espanha      | Japão          | México                 | Jordan   | Elinton Andrade  | Takasuke Goto                      |          |
| 2019 | Portugal       | Senegal      | Espanha        | Japão                  | Jordan   | Elinton Andrade  | Jordan                             |          |

## Equipes com mais sucesso
| Equipe         | Título                                                                                  | Segundo Lugar                                                               | Terceiro Lugar             |
| -------------- | --------------------------------------------------------------------------------------- | --------------------------------------------------------------------------- | -------------------------- |
| Brasil         | 14 (1994, 1997, 1999, 2000, 2001, 2002, 2004, 2005, 2006, 2007, 2010, 2011, 2016, 2017) | 3 (2003, 2008, 2009)                                                        | 1 (1998)                   |
| Portugal       | 7 (2003, 2008, 2009, 2012, 2014, 2018, 2019)                                            | 12 (1999, 2000, 2001, 2002, 2005, 2006, 2007, 2010, 2011, 2013, 2016, 2017) | -                          |
| Espanha        | 1 (2013)                                                                                | 4 (1997, 2004, 2012, 2018)                                                  | 4 (2001, 2003, 2009, 2019) |
| Estados Unidos | 1 (1998)                                                                                | -                                                                           | 2 (1994, 2016)             |
| Itália         | -                                                                                       | 1 (1994)                                                                    | 3 (2002, 2004, 2013)       |
| Japão          | -                                                                                       | 1 (2014)                                                                    | 2 (2007, 2018)             |
| Peru           | -                                                                                       | 1 (1998)                                                                    | -                          |
| Senegal        | -                                                                                       | 1 (2019)                                                                    | -                          |
| Argentina      | -                                                                                       | -                                                                           | 3 (2006, 2008, 2010)       |
| França         | -                                                                                       | -                                                                           | 2 (2000, 2005)             |
| México         | -                                                                                       | -                                                                           | 1 (2011)                   |
| Hungria        | -                                                                                       | -                                                                           | 1 (2014)                   |
| Uruguai        | -                                                                                       | -                                                                           | 1 (1999)                   |
| Canadá         | -                                                                                       | -                                                                           | 1 (1997)                   |
| Russia         | -                                                                                       | -                                                                           | 1 (2017)                   |